# London Racer: Destruction Madness
London Racer: Destruction Madness is een computerspel dat werd ontwikkeld en uitgegeven door de Nederlandse softwareontwikkelaar Davilex Games. Het spel kwam in 2005 uit voor de PlayStation 2 en Windows. Het spel is een beetje anders dan de andere versies. De auto's waarin gereden wordt zijn gemodelleerd naar echte automodellen, maar zonder naam. In totaal kan de speler in dit spel kiezen uit 18 auto's.

## Spel types
Het spel kan op de volgende manieren gespeeld:
- Wrecking Racing
- Survivor
- Smash Crash
- Deathmatch

## Steden
In de volgende steden kan er worden gespeeld:

### Duitsland
- Berlijn
- Hamburg
- Keulen
- München
- Autobahn (snelweg)
- Test Track (fictief)

### Frankrijk
- Marseille
- Lyon
- Parijs

### Verenigd Koninkrijk
- Londen
- Edinburgh

## Auto's
Er zijn verschillende auto's beschikbaar in het spel. Ze zijn gemodelleerd naar echte auto's maar zonder logo.
- BMW 2002 'Classic Saloon'
- BMW 3 'Sports Saloon'
- Chevrolet Corvette 'Muscle Sports'
- Dodge Viper RT/10 'Street Machine'
- Ferrari 360 Modena 'Ultimate Road Racer'
- Ferrari Testarossa 'Classic Supercar'
- Ford Mustang 'Classic Stallion'
- Lamborghini Diablo 'Italian Rocket-ship'
- Mercedes-Benz 300 SL 'Classic Gullwing'
- Mercedes-Benz CLK 'Super Cruiser'
- Opel Kadett 'Classic Coupe'
- Renault Clio V6 'Hot Hatch'
- smart fortwo 'City Custom'
- Subaru Legacy Wagon 'Super Wagon'
- Vauxhall Tigra 'Super Coupe'
- Vauxhall VX220 'Tech Roadster'
- Volkswagen Golf 'GT Hatch'
- Volvo 850 'Super Saloon'